# کرناز
کرناز (به عربی: کرناز) یک منطقهٔ مسکونی در سوریه است که در شهرستان محرده واقع شده‌است.

## خصوصیات
کرناز ۱۴٬۰۷۵ نفر جمعیت دارد.